# Onitis longitibialis
Onitis longitibialis är en skalbaggsart som beskrevs av Ferreira 1977. Onitis longitibialis ingår i släktet Onitis och familjen bladhorningar. Inga underarter finns listade i Catalogue of Life.